# دنيس سانتانا
دنيس سانتانا هو لاعب كرة قاعدة دومينيكاني، ولد في 12 أبريل 1996 في سان بيدرو دي ماكوريس في جمهورية الدومينيكان.

## وصلات خارجية
- دنيس سانتانا على موقع دوري كرة القاعدة الرئيسي (الإنجليزية)
- دنيس سانتانا على موقعبيزبول رفرنس.كوم (الدوري الرئيسي) (الإنجليزية)
- دنيس سانتانا على موقعبيزبول رفرنس.كوم (الدوري الثانوي) (الإنجليزية)
- دنيس سانتانا على موقع إي إس بي إن.كوم (أم.أل.بي) (الإنجليزية)
- دنيس سانتانا على موقع مشجعي الرسوم البيانية (الإنجليزية)